# Synagoga Mendela Wieruszewskiego w Łodzi
Synagoga Mendela Wieruszewskiego w Łodzi – prywatny dom modlitwy znajdujący się w Łodzi przy ulicy Widzewskiej 71.
Synagoga została zbudowana w 1900 roku z inicjatywy Mendela Wieruszewskiego. Mogła ona pomieścić 31 osób. Podczas II wojny światowej hitlerowcy zdewastowali synagogę.